# Cycas lindstromii
Cycas lindstromii là một loài thực vật hạt trần trong họ Cycadaceae. Loài này được S.L.Yang, K.D.Hill & Hiep mô tả khoa học đầu tiên năm 1997. Đây là một loài cây đặc hữu của các tỉnh Bà Rịa - Vũng Tàu, Khánh Hòa, Ninh Thuận và Bình Thuận.